# Lutalica iznad mora magle
Lutalica iznad mora magle (njem. Der Wanderer über dem Nebelmeer), slika romantičnog slikara Caspara Davida Friedricha iz 1818. godine. Izložena je u muzeju Hamburger Kunsthalle u Hamburgu u Njemačkoj.

## Opis
U prvom planu, na stijeni stoji mladić leđima okrenut prema gledatelju. Odjeven je u tamno zeleni kaput, a u desnoj ruci drži štap za šetnju. Kosu mi je razbarušio vjetar, a mladić promatra prizor ispred sebe, more guste magle koje prekriva cijeli pejzaž. U srednjem dijelu slike iznad magle izdiže se nekoliko drugih grebena, a kroz maglu se vide stabla koja prekrivaju vrhove strmih sljemena. U daljini lijevo naziru se daleke planine, u kontrastu s nizinskim pejzažom desne strane slike. Magla se proteže daleko stapajući se s horizontom i oblačnim nebom.
Slika je sastavljena od raznih pejzažnih elemenata preuzetih iz planinskog masiva Elbsandsteingebirge na granici Saske i Bohemije, skiciranih na otvorenom, ali oslikanih i dovršenih u ateljeu, što je bila uobičajena Friedrichova praksa. U pozadini desno nalazi se vrh Zirkelstein, a planina u pozadini lijevo mogla bi biti Růžovský vrch ili Kaltenberg. Grupa stijena na kojima šetač stoji su stijene na Kaiserkroneu.

## Kritika
Lutalica iznad mora magle je likovno djelo u pravom stilu romantizma, a posebno reflektira Friedrichov stil, slično kao i druga njegova djela Bijele stijene Rügena i More leda.
Michael Gorra (2004.) analizira djelo i zaključuje da je autor htio prikazati doživljaj kantovske samorefleksije, izražene kroz mladićevo promatranje tmine mora magle. Ron Dembo (2001.) tvrdi kako "lutalica" predstavlja metaforu nepoznate budućnosti, dok John Gaddis (2004.) osjeća da pozicija lika na rubu provalije ostavlja gledatelja s "kontradiktornim osjećajima, sugerirajući dominaciju nad pejzažom i istovremeno potpunu nebitnost pojedinca u njemu."
Značenje ovog djela gubi se i prijevodom njegovog naslova. Naslov slike na njemačkom jeziku je "Wanderer über dem Nebelmeer.", a "Wanderer" na njemačkom može značiti i "lutalica" i "izletnik".

## U popularnoj kulturi
- Slika je korištena kao reklama mjuzikla Jaya Turveya i Paula Sportellija, nagrađenog 2007. na festivalu Shaw.[7]
- Naslov slike inspirirao je naslov prve pjesme na albumu Black Cascade američkog black metal-sastava Wolves in the Throne Room, objavljenog 2009.
- Korišten je kao korice stolne igre "Fantastiqa", izdavač Gryphon Games (2012.)[8]
- Njemački slikar Gotthard Graubner naslovio je jedno svoje djelo Erster Nebelraum - Hommage à Caspar David Friedrich (1968.) jasno inspiriran Friedrichovim  "Lutalicom".[9]
- Slika se pojavljuje kao naslovnica knjige o Kantovoj etici Acting on Principle (Cambridge University Press).[10]
- Njemački tenor Jonas Kaufmann koristio je prerađenu verziju ove slike za svoj CD s Mozartovim, Schubertovim, Beethovenovim i Wagnerovim arijama. On je prikazan licem okrenut prema gledatelju umjesto lika okrenutog leđima na slici.
- Ovo je djelo također korišteno kao naslovnica izdanja Tako je govorio Zaratustra u izdanju Barnes and Noble Classics.[11]
- Isječak slike iskorišten je za naslovnicu hrvatskog prijevoda zbirke pjesama Hermanna Hessea Heimweh, koja je izabrana za jednu od Hrvatskih lijepih knjiga 2020.[12]

## Vanjske poveznice
- 'Wanderer above the Sea of Fog' Analysis (engl.)
- Sketches for the painting  Arhivirana inačica izvorne stranice od 28. rujna 2007. (Wayback Machine) (njem.)
- Barnes and Noble product page (njem.)